# Maurizio Giuliano
Maurizio Giuliano (Milão, 24 de Fevereiro de 1975) é um jornalista e escritor italiano, também conhecido como detentor do Guinness sendo a pessoa mais jovem que visitou todos os países independentes do mundo.  Desde 1996 trabalha para Nações Unidas.